# Manuel del Olmo

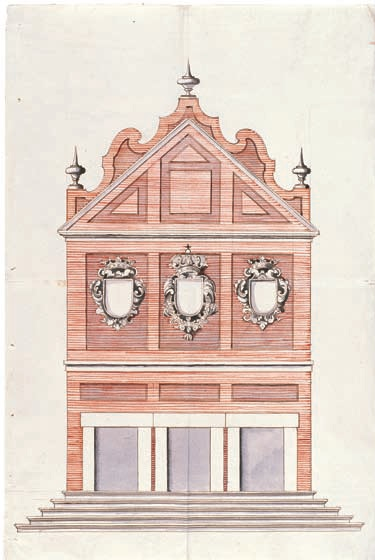
Arcas y fuente de la puerta de Recoletos (1697). Dibujo a tinta negra y roja y aguada gris sobre papel verjurado. Museo de Historia de Madrid.

Manuel del Olmo (Pastrana, Guadalajara, 1631-Madrid, 1706) fue un arquitecto y alarife español, a quien se deben algunos de los más representativos ejemplos de la arquitectura barroca madrileña de la segunda mitad del siglo xvii.

## Biografía y obra
Hermano mayor de José del Olmo, en agosto de 1654 contrajo matrimonio con Antonia de Torija, hermana del también arquitecto Juan de Torija, de la que enviudó en 1669. Maestro de obras con negocios de construcción y tejares propios cerca de la Puerta de Santa Bárbara, ostentó los títulos de aparejador de Obras Reales del Buen Retiro y maestro mayor de las fuentes de la villa de Madrid, cargo en el que proporcionó el diseño para la fuente de la Puerta de Recoletos (1697), concebida como una portada monumental con influencias de la retablística en el frontón de perfiles recortados, tal como se puede observar en un dibujo del alzado conservado en el Museo de Historia de Madrid.
Documentada su intervención en obras menores de reparación o consolidación y ampliación de edificios municipales y casas particulares, lo que queda en pie de sus obras de mayor envergadura son las iglesias del convento de las Mercedarias Descalzas, llamadas las Góngoras y la del monasterio de las Comendadoras de Santiago, esta en colaboración con su hermano José del Olmo.
La construcción de la iglesia del convento de las Comendadoras de Santiago, sobre un solar adquirido en 1631, fue adjudicada tras un concurso celebrado en 1667 a las trazas presentadas por los hermanos del Olmo, que se encargaron también de su construcción, casi completamente terminada en 1683, aunque no se terminó de pagar hasta 1712. Su fachada de aparejo de ladrillo con dos torres y pórtico de tres arcos responde a modelos anteriores y no se corresponde con la estructura centralizada de la iglesia, de planta de cruz griega inscrita en un cuadrado con sus brazos acabados en ábside. En alzado presenta capiteles corintios y un entablamento de ménsulas pareadas con hojarasca. La elevada cúpula, contrarrestada por otras cuatro medias cúpulas en cruz griega tiene como precedente el proyecto de Bramante para San Pedro del Vaticano y su decoración interior, a base de guirnaldas florales y escudos ovalados, hace de ella, según Elías Tormo, «la obra más bella de la arquitectura del siglo XVII en Madrid».

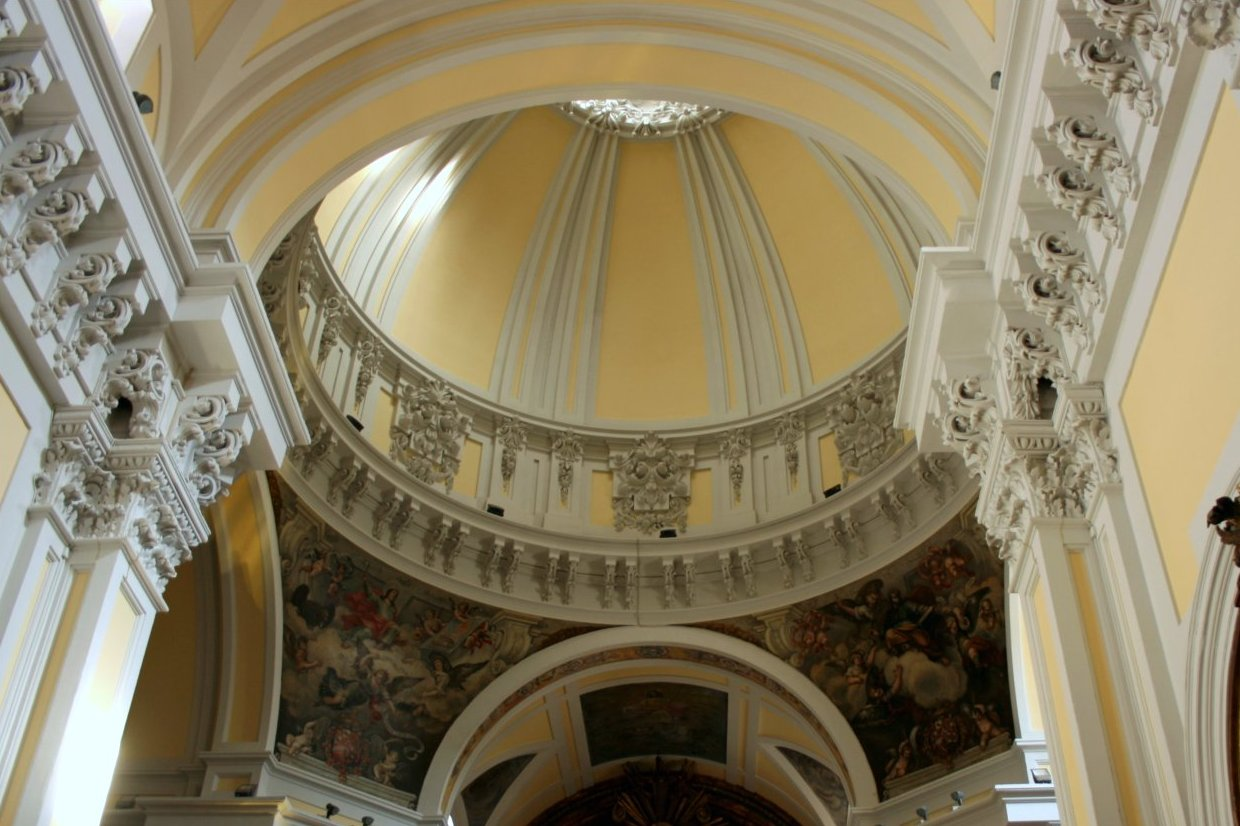
Iglesia de las Góngoras, Madrid. Interior. Cúpula encamonada que presenta al interior aspecto de media naranja, soportada por pechinas achaflanadas. Decoración de pilastras adosadas del orden del hermano Bautista sobre las que recorre todo el perímetro de la nave y el anillo de la cúpula un entablamento con ménsulas pareadas en estuco y cornisa resaltada.

Iniciada su construcción en 1663 con trazas de fray Manuel de Villarreal, la iglesia del Convento de la Purísima Concepción de las Mercedarias Descalzas, llamado de las Góngoras por su fundador, Juan Jiménez de Góngora, entró en una segunda fase constructiva en 1669, cuando se hizo cargo de las obras Manuel del Olmo, que reformó el proyecto original añadiéndole una amplia cúpula encamonada cubriendo un crucero achaflanado cuyo diámetro es casi igual al de la longitud total de la nave de tres tramos. En alzado presenta pilastras del sexto orden o del «hermano Bautista», compuesto de dórico y corintio, con capitel resaltado y un entablamento con ménsulas pareadas soportando una cornisa que recorre todo el perímetro de la nave, creando un conjunto de lo más típico del barroco madrileño de la segunda mitad del siglo xvii.
Se ha relacionado también a Manuel del Olmo con la iglesia del Sacramento, inicialmente planeada según Elías Tormo por una junta de tres arquitectos de la que habrían formado parte, con Manuel del Olmo, el hermano Francisco Bautista y el aparejador de las obras reales Bartolomé Hurtado, pero se ignora si llegó a presentar algún proyecto para ella antes de que en 1671 se hiciera cargo de las obras este último.